# Aenictus piercei
Aenictus piercei é uma espécie de formiga do gênero Aenictus.